# Gran Premi de Sud-àfrica del 1980
Resultats del Gran Premi de Sud-àfrica de Fórmula 1 de la temporada 1980, disputat al circuit de Kyalami l'1 de març del 1980.

## Resultats
| Pos | No | Pilot                 | Equip             | Voltes | Temps/ Retirada | Pos. de sortida | Punts |
| --- | -- | --------------------- | ----------------- | ------ | --------------- | --------------- | ----- |
| 1   | 16 | René Arnoux           | Renault           | 78     | 1h 36' 52. 54   | 2               | 9     |
| 2   | 26 | Jacques Laffite       | Ligier - Ford     | 78     | + 34.07 s       | 4               | 6     |
| 3   | 25 | Didier Pironi         | Ligier - Ford     | 78     | + 52.49 s       | 5               | 4     |
| 4   | 5  | Nelson Piquet         | Brabham - Ford    | 78     | + 1' 01.02 min. | 3               | 3     |
| 5   | 28 | Carlos Reutemann      | Williams - Ford   | 77     | + 1 Volta       | 6               | 2     |
| 6   | 30 | Jochen Mass           | Arrows - Ford     | 77     | + 1 Volta       | 19              | 1     |
| 7   | 3  | Jean Pierre Jarier    | Tyrrell - Ford    | 77     | + 1 Volta       | 13              |       |
| 8   | 20 | Emerson Fittipaldi    | Fittipaldi - Ford | 77     | + 1 Volta       | 18              |       |
| 9   | 14 | Clay Regazzoni        | Ensign - Ford     | 77     | + 1 Volta       | 20              |       |
| 10  | 6  | Ricardo Zunino        | Brabham - Ford    | 77     | + 1 Volta       | 17              |       |
| 11  | 7  | John Watson           | McLaren - Ford    | 76     | + 2 Voltes      | 21              |       |
| 12  | 11 | Mario Andretti        | Lotus - Ford      | 76     | + 2 Voltes      | 15              |       |
| 13  | 17 | Geoff Lees            | Shadow - Ford     | 70     | Suspensions     | 24              |       |
| Ret | 23 | Bruno Giacomelli      | Alfa Romeo        | 69     | Motor           | 12              |       |
| Ret | 15 | Jean Pierre Jabouille | Renault           | 61     | Punxada         | 1               |       |
| Ret | 4  | Derek Daly            | Tyrrell - Ford    | 61     | Punxada         | 16              |       |
| Ret | 21 | Keke Rosberg          | Fittipaldi - Ford | 58     | Accident        | 23              |       |
| NC  | 22 | Patrick Depailler     | Alfa Romeo        | 53     | No Classificat  | 7               |       |
| Ret | 27 | Alan Jones            | Williams - Ford   | 34     | Caixa canvi     | 8               |       |
| Ret | 2  | Gilles Villeneuve     | Ferrari           | 31     | Transmissió     | 10              |       |
| Ret | 1  | Jody Scheckter        | Ferrari           | 14     | Motor           | 9               |       |
| Ret | 29 | Riccardo Patrese      | Arrows - Ford     | 10     | Virolla         | 11              |       |
| Ret | 31 | Eddie Cheever         | Osella - Ford     | 8      | Virolla         | 22              |       |
| Ret | 12 | Elio de Angelis       | Lotus - Ford      | 1      | Virolla         | 14              |       |
| NVS | 8  | Alain Prost           | McLaren - Ford    |        | Canell trencat  |                 |       |
| NVQ | 18 | Dave Kennedy          | Shadow - Ford     |        |                 |                 |       |
| NVQ | 10 | Jan Lammers           | ATS - Ford        |        |                 |                 |       |

## Altres
- Pole: Jean Pierre Jabouille 1' 10. 0

- Volta ràpida: René Arnoux 1' 13. 15 (a la volta 51)